# Cortez the Killer
Cortez the Killer est une chanson du chanteur et auteur-compositeur canadien Neil Young extraite de son septième album studio, sorti le 10 novembre 1975 et intitulé Zuma.
La chanson n'a pas été publiée en single.
En 2004, Rolling Stone a classé cette chanson, dans la version originale de Neil Young, 321e sur sa liste des « 500 plus grandes chansons de tous les temps ». (En 2010, le magazine rock américain a mis à jour sa liste, la chanson est maintenant 329e.)
Neil a déclaré en concert qu'il avait écrit la chanson alors qu'il étudiait l'histoire à l'école secondaire de Winnipeg. Selon les notes de Young pour l'album Decade, la chanson a été interdite en Espagne sous Francisco Franco. Selon El País et l'auteur du livre Xavier Valiño, l'album Zuma est sorti en intégralité en Espagne après la mort de Franco, avec la chanson renommée sous le titre moins incendiaire "Cortez" en lieu et place de son titre originel Cortez the killer.

## Composition
La chanson a été écrite et produite par Neil Young et David Briggs.

## Paroles et interprétation
La chanson est inspirée par Hernán Cortés (le nom de Cortés a une orthographe anglicisée alternative dans le titre de la chanson), un conquistador qui a conquis le Mexique pour l'Espagne au XVIe siècle. "Cortez the Killer" fait également référence au souverain aztèque Moctezuma II et à la conquête espagnole du Nouveau Monde.
Au lieu de décrire les batailles de Cortés avec les Aztèques, les paroles du dernier couplet passent soudainement du récit à la troisième personne à la première personne, et peut-être aussi sur une période de plusieurs siècles, avec une référence à une femme sans nom : « Et je sais qu'elle est y vivre / Et elle m'aime encore aujourd'hui. / Je ne me souviens toujours pas quand / ou comment j'ai perdu mon chemin." Young avait récemment vécu sa rupture avec Carrie Snodgress à cette époque.
Sur une note plus cynique, dans la biographie de Young de Jimmy McDonough, intitulée Shakey, l'auteur a demandé à Neil si ses chansons étaient autobiographiques. Young a répondu : « Putain, qu'est-ce que je fous en écrivant sur les Aztèques dans 'Cortez the Killer' comme si j'étais là-bas, en train de me promener ? Parce que je n'ai lu ça que dans quelques livres. moi."
Rolling Stone a critiqué la vision idyllique de la chanson sur la Méso-Amérique, notant que malgré l'affirmation de la chanson selon laquelle « la guerre n'a jamais été connue » des Aztèques, en réalité ils étaient « dans un état de guerre quasi constant », et que si la chanson prétend que les gens ont sacrifié eux-mêmes "pour que les autres puissent continuer", en réalité "des personnes innocentes ont été attachées à des poteaux et brutalement torturées et tuées."

## Composition
La chanson est typique de l'album Zuma : des accords simples, puissants et une ligne de basse qui devient parfois très présente et s'estompe à nouveau. La chanson répète les accords Em7, Dsus2 et Am7add4 tandis que Young ajoute ses solos signature tout au long. Il se joue en double drop D (DADGBD), accordage lui permettant de complexifier ses accords : la corde de mi aigu passant en ré (septième mineure de mi et quarte de la), elle lui permet de jouer un mi mineur en open chord, un power chord de ré (DADADD) en alternance avec un ré sus2 (DADADE), et un la min7 add4 en open chord (xAEGCD).
Les paroles commencent à 3:23 dans la chanson. D'abord, les mots représentent Cortés et ses « galions et canons » dans leur quête des rivages du nouveau monde. Là vivait Montezuma, empereur des Aztèques, incroyablement riche et plein de sagesse, mais dans une civilisation condamnée malgré sa beauté et ses réalisations étonnantes. Par un immense coût humain de construction, leurs pyramides énormes et toujours existantes avaient été érigées et sont louées dans la chanson.
Il convient également de noter que la chanson s'estompe après près de sept minutes et demie, car (selon le père de Young dans Neil and Me) un circuit électrique avait sauté, provoquant la mort de la console. En plus de perdre le reste de l'œuvre instrumentale, un dernier couplet a également été perdu. Lorsque le producteur David Briggs a dû annoncer cette nouvelle au groupe, Young a répondu "Je n'ai jamais aimé ce couplet de toute façon." En concert, la structure de la chanson sera légèrement modifiée avec une entrée décalée entre Neil Young et le reste du groupe, le raccourcissement de la partie instrumentale d’introduction, la répétition du refrain « He came dancing across the water » sur un nouveau riff de guitare, et l’ajout de solos de guitare tout au long du morceau, et en particulier vers la fin.

## Reprises
- La chanson a été reprise en direct par Slint, avec une version publiée sur la réédition 2014 de Spiderland.
- La chanson a été reprise en direct par le Dave Matthews Band, avec Warren Haynes, au leur concert à Central Park en 2003.
- Built to Spill a enregistré une version pour leur album de 2000 Live qui, avec plusieurs guitar solos tout au long, a duré plus de vingt minutes.
- Il a également été repris par The Church sur A Box of Birds (1999).
- Gov't Mule a repris la chanson sur leur album de 1998 Live ... With a Little Help from Our Friends.
- Une version live de Matthew Sweet apparaît sur l'édition Legacy de Girlfriend.
- Reed Mathis, Willy Waldman et Stephen Perkins[3]. Grace Potter continue de reprendre la chanson dans ses concerts.
- L'auteure-compositrice-interprète Marissa Nadler a repris la chanson sur un EP bonus de son album de 2007 Songs III: Bird on the Water.
- Screaming Females a sorti une reprise de cette chanson sur un split 7" de 2008 avec "Hunchback".
- David Rawlings a repris la chanson sur son album de 2009 A Friend of a Friend, où elle apparaît comme la seconde moitié d'un medley ; la première section est la chanson Bright Eyes "Method Acting".
- Jim Jarmusch, Bradford Cox et Randy Randall ont repris la chanson en 2009 pour une vidéo sur le site de Pitchfork Media[4].
- Le groupe de metal Prong a repris la chanson sur l'album de reprises de 2015 Songs from the Black Hole.
- Dinosaur Jr. et J Mascis and the Fog reprennent fréquemment la chanson en direct avec de longs solos de guitare improvisés. Les deux groupes présentent J Mascis à la guitare.